# Nazionale maschile di pallacanestro del Lesotho
La nazionale di pallacanestro del Lesotho è la rappresentativa cestistica del Lesotho ed è posta sotto l'egida della Federazione cestistica del Lesotho.